# Elemento neutro
El elemento neutro o elemento identidad de un conjunto A, dotado de una operación binaria interna {\displaystyle \circledast }:
{\displaystyle {\begin{array}{rccl}\circledast :&A\times A&\longrightarrow &A\\&(a,b)&\longmapsto &c=a\circledast b\end{array}}}
Es un elemento e del conjunto A, tal que para cualquier otro elemento a de A, se cumple:
{\displaystyle a\circledast e=e\circledast a=a}
Es decir, un elemento neutro tiene un efecto neutro al ser utilizado en la operación {\displaystyle \circledast }. Al operar cualquier elemento del conjunto con el elemento neutro el resultado es el elemento original.
Un elemento e que cumpla solamente {\displaystyle e\circledast a=a} se llama elemento neutro por la izquierda. Análogamente un elemento f que cumple solamente {\displaystyle a\circledast f=a} se llama o se denomina elemento neutro por la derecha. No tienen que ser iguales dichos elementos, salvo el caso de un grupo. Pueden existir los dos, uno de ellos o ninguno en el caso de un conjunto provisto de una operación.

## Ejemplos
| Conjunto       | Operación        | Elemento neutro |
| -------------- | ---------------- | --------------- |
| números reales | adición          | 0               |
| matrices mxn   | suma de matrices | matriz de ceros |
| vectores       | suma de vectores | vector nulo     |

{void=10}